# Agustín Alaníz
Agustín Nicolás Alaníz Sani (Montevideo, 16 maggio 2002) è un calciatore uruguaiano, attaccante del Banfield.

## Carriera
Alaníz è cresciuto nel settore giovanile del Peñarol. Nel febbraio del 2022 è stato ceduto in prestito al Miramar Misiones ed il 19 marzo ha esordito nell'incontro di Segunda División pareggiato 2-2 contro il Sud América, dove ha messo a segno anche la sua prima rete.
Terminato il prestito, il 13 gennaio 2023 è passato a titolo definitivo al Racing Montevideo. Ha debuttato nella massima divisione uruguaiana il 4 febbraio seguente contro il Boston River e tre settimane più tardi ha segnato il primo gol stagionale nella trasferta persa 3-1 contro il Nacional.

## Statistiche

### Presenze e reti nei club
Statistiche aggiornate al 3 maggio 2024.
| Stagione        | Squadra           | Campionato      | Campionato | Campionato | Coppe nazionali | Coppe nazionali | Coppe nazionali | Coppe continentali | Coppe continentali | Coppe continentali | Altre coppe | Altre coppe | Altre coppe | Totale | Totale | Totale |
| Stagione        | Squadra           | Comp            | Pres       | Reti       | Comp            | Pres            | Reti            | Comp               | Pres               | Reti               | Comp        | Pres        | Reti        | Pres   | Reti   |        |
| --------------- | ----------------- | --------------- | ---------- | ---------- | --------------- | --------------- | --------------- | ------------------ | ------------------ | ------------------ | ----------- | ----------- | ----------- | ------ | ------ | ------ |
| 2022            | Miramar Misiones  | SD              | 28         | 7          | CU              | 1               | 0               |                    | -                  | -                  |             | -           | -           | 29     | 7      |        |
| 2023            | Racing Montevideo | PD              | 34         | 4          | CU              | 1               | 0               |                    | -                  | -                  |             | -           | -           | 35     | 4      |        |
| 2024            | Racing Montevideo | PD              | 8          | 2          | CU              | 0               | 0               | CS                 | 4                  | 1                  |             | -           | -           | 12     | 3      |        |
| Totale carriera | Totale carriera   | Totale carriera | 70         | 13         |                 | 2               | 0               |                    | 4                  | 1                  |             | -           | -           | 76     | 14     |        |